# Moitessieria fontsaintei
Moitessiera fontsaintei
Espèce
Moitessiera fontsaintei est une espèce de mollusques de la famille des Moitessieriidae.

## Distribution
Cette espèce est endémique de l'Ariège.